# Ernesto Laclau
Ernesto Laclau (Buenos Aires, 6 ottobre 1935 – Siviglia, 13 aprile 2014) è stato un filosofo argentino, genericamente descritto come post-marxista.

## Biografia
È  stato un professore presso l'università dell'Essex in Gran Bretagna, dove ricopriva una cattedra di teoria politica ed è stato per molti anni direttore del programma dottorale in "Analisi dell'ideologia e del discorso". Ha insegnato a lungo in numerose altre università nel Nord e Sud America, in Sudafrica e in Australia.
Il libro più importante di Laclau è Hegemony and Socialist Strategy (Egemonia e strategia socialista), scritto in inglese con la collega e moglie belga Chantal Mouffe e influenzato dalle teorie di Antonio Gramsci.

## Il pensiero politico
Il pensiero di Laclau e Mouffe è generalmente definito post-marxista. Entrambi parteciparono al movimento studentesco degli anni Sessanta e ipotizzarono l'alleanza con la classe operaia per creare una società nuova. Essi rigettano l'idea che il determinismo economico marxista e la lotta di classe siano punti fondamentali nelle dinamiche sociali e invece sottolineano l'importanza di innescare una radicale democratizzazione e un antagonismo pluralistico nel quale si possano esprimere armonicamente i conflitti sociali.

## Opere tradotte in italiano
- La ragione populista, Roma-Bari, Laterza, 2008. ISBN 978-88-420-8546-1.
- Dialoghi sulla sinistra. Contingenza, egemonia, universalità, con Judith Butler e Slavoj Žižek, Roma-Bari, Laterza, 2010. ISBN 978-88-420-8545-4.
- Egemonia e strategia socialista. Verso una politica democratica radicale, con Chantal Mouffe, Genova, Il melangolo, 2011. ISBN 978-88-7018-776-2.
- Emancipazione/i, Napoli, Orthotes Editrice, 2012. ISBN 978-88-97806-10-3.
- Populismo e democrazia radicale. In dialogo con Ernesto Laclau, a cura di Marco Baldassari e Diego Melegari, Verona, Ombre Corte, 2012. ISBN 978-88-97522-22-5.
- Le fondamenta retoriche della società, a cura di Marco Tabacchini, Milano-Udine, Mimesis, 2017. ISBN 978-88-5754-055-9
- Dibattiti e scontri. Per un nuovo orizzonte della politica, a cura di Fortunato M. Cacciatore e Samuele Mazzolini, Milano-Udine, Mimesis, 2020. ISBN 978-88-5756-618-4.
- Politica e ideologia nella teoria marxista. Capitalismo, fascismo, populismo, a cura di Samuele Mazzolini, Roma, Castelvecchi, 2021. ISBN 978-8832829860.